# Camphypena
Camphypena là một chi bướm đêm thuộc họ Erebidae.